# Ana Prada (artista)
Ana Prada (Zamora, 1965) es una artista contemporánea española.

## Biografía
Nació en Zamora, España en 1965, vive y trabaja en Londres. Se licenció en Bellas Artes y se especializó en escultura por la Facultad de Bellas Artes de la Universidad Politécnica de València (1983-1988), estudios que posteriormente completó con un máster en Fine Arts en el Goldsmiths’ College de Londres (1989-1991), ciudad en la que reside desde entonces.

## Estilo artístico
Trabaja la idea de la igualdad social a través del consumo de objetos que comparten los distintos estratos de la sociedad, como grapas, esponjas, uñas, medias, bolsos...objetos que nos hablan de lo ridículo y absurdo de la sociedad de consumo y sus excesos.
Sitúa a las personas espectadoras al mismo nivel de importancia que a la artista, promoviendo la intervención de los objetos.
Las piezas se constituyen a la vez como dispositivos escultóricos y proyectos poéticos tridimensionales. En la mayoría de los casos están integradas directamente en la pared, lo que elimina la noción de soporte o marco y permite la ocupación espontánea de todo el espacio expositivo.
Durante los años 90 y la primera década del siglo XXI la práctica de la artista está vinculada a la creación de obras para arquitecturas específicas in situ. Estas obras eran en esencia efímeras, realizadas a través de instalaciones como Monocromo culinario, azul turquesa (1995-2020) o Trenza rosa, XL (1994- 2020). Esta reflexión sobre la especificidad de la obra de arte en relación con la arquitectura da paso a obras en las que se analizan las capacidades escultóricas de los objetos elegidos.

## Obra
Para crear sus obras Ana Prada parte de objetos cotidianos, domésticos, que modifica enmascarando en el proceso su identidad y su funcionalidad. Luego trabaja con esos recortes hasta encontrar en el objeto alterado su potencial como componente de una nueva forma escultórica. Se trata de un proceso de investigación que tiene también algo de depuración. Muy a menudo funde, como en un abrazo, dos de esos objetos alterados suscitando al hacerlo insólitas yuxtaposiciones.
Algunas de sus obras son:
- "20 Costuras" (1994).[7]
- La pieza "Gusano geométrico" (2009), consiste en una greca vertical que se desliza en la pared expandiendo ordenadamente patrones bicolores. Realizada con pinzas de plástico de tender ropa, esta pieza podría ser una oruga dentada o la piel de una serpiente, pero también una espina dorsal o una cremallera.[3]
- "Creeper" (2009), presenta uñas postizas, de varios tamaños y colores, grapadas en la pared.[3]
- "Terminal Shoot" (2009), organiza un recorrido en la pared en el que no hay principio, ni final, con perchas de plástico de diversos colores.[3]
- "Flora británica" (2009), cuatro brazos de regaderas de plástico buscan un punto intermedio para hacer converger el alargamiento de sus miembros, se unen y, al mismo tiempo, se separan para medirse en la equidistancia.[3]
- "Zona de conflicto" (2014),"Anillo madre" (2014), "Preferencia inexplicable" (2017), "Elixir de la eterna juventud" (2018), "Serpentino" (2019), "Pegajoso indeseado" (2019), "Insólito accidente" (2019), "Seis sólidos blancos" (2020), "Calcetines/MUSAC" (2020), "Trenza rosa XL" (1994-2020), " Monocromo Culinario, Azul turquesa" (1995-2020),[5]

Esta artista tiene obra en el Arts Council; Banco de España; Colección Coca-Cola; Museo de Arte Contemporáneo Helga de Alvear; Museu d'Art Contemporani de Barcelona (Macba); Museo de Arte Contemporáneo de Castilla y León (Musac); otras colecciones públicas y privadas en Europa y EEUU.

## Exposiciones seleccionadas
Ha expuesto sus obras, entre otros espacios, en Sala Parpalló, Valencia, España (2010); Museo de Arte Contemporáneo de Castilla y León~MUSAC, León, España (2007); Jerwood Space, Londres (1999); The New Museum of Contemporary Art, Nueva York (1998); Witte de With, Rotterdam, Países Bajos (1996); Instituto Valenciano de Arte Moderno~IVAM, Valencia, España (1995); Museo Nacional Centro de Arte Reina Sofía~MNCARS, Madrid (1995); Bienal de Sao Paulo, Sao Paulo, Brasil (1994).
Las obras de Prada están incluidas en importantes colecciones públicas, como por ejemplo la Arts Council Collection, Reino Unido; Colección del Banco de España, Madrid; Museu d’Art Contemporani de Barcelona~MACBA, España; Museo de Arte Contemporáneo de Castilla y León~MUSAC, León, España, y Colección Helga de Alvear, Madrid/Cáceres, España.

## Premios y reconocimientos
Obtiene en 1989-91 la Beca C.A.M. del British Council, realizando un máster en arte en el Goilsmith´s College de la Universidad de Londres, y en 1992 la Beca de Creación Artística de Banesto.